# Francesco Spezzano
Francesco Spezzano (Acri, 14 ottobre 1903 – Roma, 12 giugno 1976) è stato un avvocato e politico italiano.
Fu sindaco di Acri per molti anni e senatore della Repubblica per 4 legislature (1948-1968) per il PCI, oltre che questore del Senato e membro della Commissione antimafia.

## Biografia
In Parlamento rivolse la sua attenzione in particolare ai problemi dell'agricoltura nel Mezzogiorno, dalla riforma fondiaria a quelli dell'incidenza della mafia. Appassionato studioso della storia e della linguistica calabresi, ha scritto diversi testi tuttora ritenuti attuali e interessanti.

## Premi e riconoscimenti
- Nel 1968 ha ricevuto il Premio Sila sezione saggistica per La lotta politica in Calabria.[1]